# Importación
En economía, las importaciones son el transporte  de bienes y servicios del extranjero, los cuales son adquiridos por un país para distribuirlos en el interior de este. Las importaciones  pueden ser cualquier producto o servicio recibido dentro de la frontera de un Estado nacional con propósitos comerciales.

## Efectos favorables y desfavorables
Las importaciones permiten a los agentes económicos adquirir los productos que en su país no se producen, más baratos, o de mayor calidad, beneficiándolos como consumidores. La importación es cuando un país le compra productos a otro país. Al realizarse importaciones de productos más baratos, automáticamente se está liberando dinero para que los agentes ahorren, inviertan o gasten en nuevos productos, aumentando las herramientas para la producción y la riqueza de la población.
Pero por otro lado, las importaciones aumentan la competencia sobre la industria local del país importador. Las industrias de los países exportadores pueden tener mejores condiciones de producción más favorables (población laboral altamente calificada, mayor desarrollo tecnológico y/o mejor infraestructura) o costos salariales menores (por el pago de bajos salarios a los trabajadores del país exportador), según algunos economistas, perjudicando la economía interna en su mercado laboral. 

## Importaciones y balanza comercial
La balanza comercial se define como el valor monetario de los bienes exportados menos los bienes importados, y por lo tanto se considera positiva cuando las exportaciones superan a las importaciones y negativa cuando se importa más de los que se exporta. Existe una relación estrecha entre el ahorro nacional, la inversión nacional y la balanza comercial. Teniendo en cuenta los componentes agregados del PIB:

{\displaystyle PIB_{pm}=C+I+G+X-M\,}

Donde PIBpm es el producto interior bruto contabilizado en precios de mercado, C es valor total de los bienes consumidos, I la formación bruta de capital (inversión),G el gasto de gobierno o consumo público, X el valor de las exportaciones y M el valor de las importaciones. A partir de la identidad anterior es trivial derivar la identidad fundamental de la contabilidad nacional:

{\displaystyle A-I=X-M\qquad \Leftrightarrow \qquad {\mbox{ahorro}}-{\mbox{inversiones}}={\mbox{exportaciones}}-{\mbox{importaciones}}}